# Jakubowice (powiat opolski)
Jakubowice (niem. Jakobsdorf) – wieś w Polsce położona w województwie opolskim, w powiecie opolskim, w gminie Niemodlin.
W latach 1975–1998 miejscowość należała administracyjnie do województwa opolskiego.

## Nazwa
Nazwa miejscowości pochodzi od imienia Jakub. W 1295 w kronice łacińskiej Liber fundationis episcopatus Vratislaviensis (pol. Księga uposażeń biskupstwa wrocławskiego) miejscowość wymieniona jest jako Jacobi villa czyli wieś Jakuba we fragmencie Jacobi villa decima more polonico.

## Historia
Od 1776 r. wieś posiadała własną pieczęć gminną, na której wizerunku przedstawiono dzika (?) w skoku,  z otwartym pyskiem, zwróconego w prawą stronę, nad nim data: 1776.

## Zabytki
Do wojewódzkiego rejestru zabytków wpisane są:
- park
- dzwonnica wiejska, z XIX w.